# Tatiana Flores
Tatiana Flores Dorrell (Georgetown, Ontario, Canadá; 15 de septiembre de 2005) es una futbolista Mexicanocanadiense con nacionalidad británica que juega como delantera, y su club actual es el Tigres de la UANL Femenil de la Primera División Femenil de México. Es internacional absoluta con la selección femenina de México.

## Premios
| Premio                                                                         | Categoría             | Año  | Resultado |
| ------------------------------------------------------------------------------ | --------------------- | ---- | --------- |
| Socialiteen Awards 2022 Archivado el 17 de febrero de 2022 en Wayback Machine. | Deportista Revelación | 2022 | Ganadora  |
| Socialiteen Awards 2023 Archivado el 17 de enero de 2023 en Wayback Machine.   | Influencer Sporty     | 2023 | Ganadora  |

## Trayectoria

### Chelsea
Fue delantera en las inferiores del Chelsea de la FA Women's Super League de Inglaterra.

### Real Oviedo
Debutó en febrero de 2023 con el club Asturiano Real Oviedo Que forma parte de la 2.ª División de fútbol Primera Federación Femenina de España. Fue cedida cómo préstamo durante la temporada 2023-2024. Cabe destacar que este es su primer contrato profesional con un club de Fútbol.

### Tigres
En el año 2024 fue anunciada como refuerzo del club Tigres de la UANL Femenil de la Liga MX Femenil.

## Selección nacional

### Palmarés
| Torneo                                            | Sede                 | Categoría | Resultado  | Partidos |
| ------------------------------------------------- | -------------------- | --------- | ---------- | -------- |
| Campeonato Femenino de la Concacaf de 2022        | República Dominicana | Sub-20    | Subcampeón | 7        |
| Premundial Femenino Sub-20 de la Concacaf de 2023 | Estados Unidos       | Sub-20    | Campeón    | 5        |

### Categorías inferiores

#### Sub-20
En 2022 es convocada por la Selección femenina de fútbol sub-20 de México para disputar el Campeonato Femenino Sub-20 de la Concacaf de 2022, en este campeonato anotaría el cuarto gol en la goleado 5-0 contra Guyana.

#### Sub-17
En abril de 2022 aparece en la convocatoria que la D.T. Ana Galindo hace para el Campeonato Femenino Sub-17 de la Concacaf 2022, debutando en el partido vs Nicaragua con un gol al minuto 53, donde México ganó 10-0.

### Mundial sub-17
En octubre de 2022 formó parte de la convocatoria rumbo a la Copa Mundial Femenina de Fútbol Sub-17 de 2022, siendo titular en los tres partidos disputados de la Selección.

## Vida personal
Tatiana nació en Canadá de madre canadiense de ascendencia inglesa y de padre mexicano, que fue futbolista, Rubén Flores.
Los hermanos de Flores, Marcelo y Silvana, también forman parte de los programas juveniles masculino y femenino mexicanos, respectivamente.
También se le ve activa en redes sociales como Influencer Deportiva.